# Niños Héroes

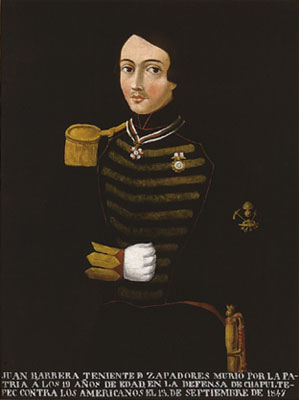
Juan de la Barrera, um dos Niños Héroes.

Niños Héroes (Meninos Heróis, em português) é um termo referente ao grupo de seis cadetes mexicanos mortos durante a Batalha de Chapultepec em 13 de setembro de 1847. Os seis adolescentes tentaram impedir o avanço das tropas estadunidenses sobre o Castelo de Chapultepec, na Cidade do México, durante a Guerra Mexicano-Americana. O dia 13 de setembro é feriado nacional no México em homenagem aos heróis. Os Niños Héroes eram:
- Juan de la Barrera, de 19 anos;
- Juan Escutia, entre 15 e 19 anos;
- Francisco Márquez, de 13 anos;
- Agustín Melgar, entre 15 e 19 anos;
- Fernando Montes de Oca, entre 15 e 19 anos;
- Vicente Suárez, de 14 anos.